# Binnenstad-Noord (Leiden)
De Binnenstad-Noord is een van de tien districten (wijken) van de Nederlandse stad Leiden. De wijk had op 1 januari 2023 14.960 inwoners.

## Geografie
De Binnenstad noord omvat het noordelijke deel van de Leidse binnenstad. Het bestaat uit de wijken De Camp, Maredorp, Pancras-west, Pancras-oost, D'Oude Morsch, Noordvest, Havenwijk-noord, Havenwijk-zuid, Molenbuurt en De Waard. In dit district ligt ook de 'langste winkelstraat van Nederland', namelijk de één kilometer lange Haarlemmerstraat.